# عين كرة (الريف الغربي)
عين كرة (بالفارسية: عین‌کره) هي منطقة سكنية تقع في إيران في قسم الريف الغربي الريفي. يقدر عدد سكانها بـ 138 نسمة بحسب إحصاء 2016.